# デュー・プロセス・オブ・ロー
デュー・プロセス・オブ・ロー（英語: due process of law）または適正手続の保障（てきせいてつづきのほしょう）とは、国家が個人に対し刑罰などの処分を与えるに際しては法律に基づいて適正な手続を保障しなければならないという法の原則である。単に「デュー・プロセス（英語: due process）」ともいう。

## 概要
国家が私人に対して刑罰を含めた処分を科す（課す）際には、その手続は法律に則ったものでなければならない。また、その法の実体も適正であることが要求される。
刑事法においては罪刑法定主義と並ぶ大原則であり、その他の法分野にも同様の思想があらわれている。

## イギリスにおけるデュー・プロセス
デュー・プロセスの発祥はイギリスのマグナ・カルタであるといわれる。
この条文は元々封建領主の既得権益を保護しようという趣旨に立ったものであったが、イギリス市民革命期の再解釈によって一般国民の刑事手続保障を定めたものとしての性質を与えられ、1628年の権利請願および1689年の権利章典の中核を形成していった。そして、こうして生まれたデュー・プロセスの考え方が、後述するアメリカの修正5条・修正14条に影響を与え、最終的には日本国憲法第31条に継受されることになる。

## アメリカにおけるデュー・プロセス
アメリカ合衆国では、アメリカ合衆国憲法修正第5条および修正第14条がこれを定める。
両条文の効力が及ぶ範囲は刑事事件のみならず、民事事件にも及ぶ。すなわち、修正5条は（アメリカ合衆国連邦政府に対し）適正手続なしに個人の財産等を奪ってはならない旨定め、修正14条は州政府に対して同様の適正手続の保障を要求する。これは民事訴訟手続において、訴訟当事者が適正に訴状の送達を受け、手続において適正に自己の主張を述べる機会を与えられ、公平な裁判官による判決を受ける権利を有することを意味する。
さらに修正14条は、州の対人管轄を限界づける機能をも有する。

## 日本におけるデュー・プロセス
大日本帝国憲法も、法定手続要件と罪刑法定主義を規定していた。
「法律ニ依ル」とはされていたが、立法の段階で人身の自由に対する配慮を欠いていたと指摘されている。実務では正当な手続によらない身体拘束が頻繁に行われ、特に太平洋戦争期には反体制・反戦思想の持ち主に対する弾圧も発生した。
日本国憲法は、第31条で適正手続の保障を定めている。
なお、この手続は刑事手続について定めたものであるが、行政手続にも該当するという学説が有力である。なお、根拠は日本国憲法第13条を根拠とする説、同31条を根拠とする説、第31条を類推適用・準用する説に分かれる。
憲法33条から39条までにおいては令状主義などの刑事手続が規定されている。

### 保障の内容

#### 刑事法分野
判例は、憲法31条により以下の4要素の全てが必要と解している。実体法部分の保障は実質的に罪刑法定主義を意味する。
- 手続面
  - 刑事手続が法定されていること
  - 法定された刑事手続が適正であること
- 実体面
  - 刑罰法規の実体が法定されていること
  - 法定された刑事実体法が適正であること

手続面の保障
手続面で保障されるべき内容の中核は「告知・聴聞の機会の保障」である。これは、デュー・プロセス思想の根源となる自然的正義の発想に由来する。すなわち、刑事手続をはじめとした不利益手続においては、節目節目において、対象者が自らが課されようとしている不利益の内容と理由を十分に知らされ、弁解や反論の機会が与えられなければならない。
実体面の保障
実体面の保障は、刑罰の謙抑性および罪刑の均衡が中心となる。すなわち、刑罰は人権に対する最も強力な制約となるのでその行使は必要性・合理性が認められる場合にのみ行われるべきであり、かつ罰しようとする行為の悪質性と釣り合う大きさの不利益でなければならないというものである。

##### 刑事法分野の主要判例
- 第三者所有物没収事件（最高裁判所昭和37年11月28日大法廷判決）[8]

最高裁判所は、「第三者の所有物を没収する場合、告知・弁解・防御の機会が必要である」と判示し、これを欠く関税法の規定は憲法31条に違反すると判示した。
- 大阪市売春取締条例事件（最高裁判所昭和37年5月30日大法廷判決）

日本国憲法31条が罪刑法定主義を定める規定であることを前提とした判断を下した。
- 徳島市公安条例判決（最高裁判所昭和50年9月10日大法廷判決）

刑罰法規の定める犯罪構成要件が曖昧不明確であることは日本国憲法31条の問題となるとした。

#### 刑事法以外
最高裁判所は、成田新法事件（最高裁判所平成4年7月1日大法廷判決）において、憲法31条の保障は行政手続へも及ぶと正面から認めた。すなわち、行政処分を課すにあたっても、与える不利益の大きさ・程度に応じて、事前の告知・聴聞・弁解の機会が与えられることが必要となる。
1993年に行政手続法が制定され、日本の行政手続における手続保障が一般化された。